# Tylototriton kachinorum
Tylototriton kachinorum — вид хвостатих земноводних родини саламандрових (Salamandridae). Описаний у 2019 році.

## Поширення
Ендемік М'янми. Поширений у горах штату Качин. Відомий з висоти 1000 м над рівнем моря в одній місцевості на горі Інгінь Таунг містечко Могньїн.